# 5976 Kalatajean
5976 Kalatajean eller 1992 SR2 är en asteroid i huvudbältet som upptäcktes den 25 september 1992 av Oak Ridge-observatoriet. Den är uppkallad efter Jean Marie Kalata.
Asteroiden har en diameter på ungefär 11 kilometer och den tillhör asteroidgruppen Eunomia.